# 雷兴贝格-比嫩米勒
雷兴贝格-比嫩米勒（德語：Rechenberg-Bienenmühle）是德国萨克森州的市镇，隶属于中萨克森县。总面积为52.66平方千米，截至2023年12月31日总人口为1,811人。